# Jupiter Creek
Jupiter Creek är en ort i Australien. Den ligger i kommunen Mount Barker och delstaten South Australia, omkring 27 kilometer sydost om delstatshuvudstaden Adelaide. Antalet invånare är 539.
Närmaste större samhälle är Mount Barker, omkring 13 kilometer nordost om Jupiter Creek. 
Trakten runt Jupiter Creek består till största delen av jordbruksmark. Runt Jupiter Creek är det ganska glesbefolkat, med 35 invånare per kvadratkilometer. Genomsnittlig årsnederbörd är 729 millimeter. Den regnigaste månaden är juni, med i genomsnitt 133 mm nederbörd, och den torraste är december, med 21 mm nederbörd.